# Leucinodes raondry
Leucinodes raondry là một loài bướm đêm trong họ Crambidae.